# Delfien van Haute
Delfien van Haute (Ardooie, 2 september 1869 - Edewalle, 3 december 1944), eigenlijk Vanhaute, was een Vlaams schrijver, musicus en rooms-katholiek priester.

## Levensloop
De  vader van Delfien, Constant Vanhaute, was koster in Ardooie en, als organist, een groot bewonderaar van Johann Sebastian Bach. Delfien speelde zijn hele leven piano en hield het vooral bij Beethoven, nadien bij Liszt, Chopin, Richard Wagner, Edward Grieg en vooral Robert Schumann.
Na college gelopen te hebben in Tielt en nadien in het Brugs seminarie te zijn ingetreden, werd hij in 1893 tot priester gewijd. Hij werd coadjutor van ziekelijke pastoors in Oostkerke (1894), Pervijze (1895) en Lampernisse (1896). In 1897 werd hij onderpastoor in Vichte. Hij had er veel contacten met Hugo Verriest en Stijn Streuvels. In 1925 werd hij pastoor in Edewalle bij Handzame en bleef dit tot aan zijn dood.
Hij schreef ook onder het pseudoniem Eckart.
De Delfien Vanhautestraat in Vichte is naar hem genoemd, net als de P.D. Vanhautestraat in Edewalle. Als gedachtenis aan hem werd in 1969 een bronzen bas-reliëf, gemaakt door beeldhouwer Frederik Minne, geplaatst tegen de gevel van de pastorie in Edewalle.

## Publicaties
- Parsifal. Wondersage in acht zangen, 1896, Brugge, A. Van Mullem& 1913, Brugge, Kerlinga.
- Rijmdichten, 1897, Brussel, Belgische Boekhandelsmaatschappij.
- Rijmdichten II'', 1897, & 1913, Brugge, Kerlinga.
- Ark van Noë, 1900, toneel, Brussel, Belgische Boekhandelsmaatschappij & 1913, Brugge, Kerlinga.
- De slotmaker, z.d.
- Uit de stad, z.d.